# Río Sosva Septentrional
El río Sosva Septentrional o Sévernaya Sosva (del ruso: Северная Сосьва) es un río de Siberia en Rusia, afluente de 759 km de longitud del Pequeño Obi, uno de los brazos del gran río siberiano.

## Geografía
El río Sosva Septentrional discurre por la parte occidental del distrito autónomo de Janti-Mansi. Tiene sus fuentes en la vertiente oriental de los Urales septentrionales. El Sosva desemboca en el Pequeño Obi por un verdadero delta, aguas abajo de la localidad de Vanzetur. Su cuenca hidrográfica comprende una superficie de 98.300 km², en la que se incluyen diversos afluentes de los diferentes brazos de su delta.

## Afluentes
Los principales afluentes son los siguientes:
- por la derecha, el Malaya Sosva, con una longitud de 484 km y una cuenca hidrográfica de 10.400 km²;
- por la izquierda, el Liapin, también llamado Sigva o Julga, que viene del norte, con una longitud de 404 km y una cuenca hidrográfica de 27.300 km² y un caudal medio de 345 m³/s. La cuenca del Liapin forma la parte septentrional del raión de Beriózovo e incluye numerosos afluentes, por ejemplo el Grubeyu.

## Hidrometría (caudal en Igrim)
El caudal del Sosva Septentrional ha sido observado durante 42 años 1958-1999 en Igrim, localidad situada a más o menos 50 km por encima de Vanzetur, de la división en varios brazos, antes de su confluencia en el Obi.
En Igrim, el caudal interanual medio observado en este periodo fue de 786 m³/s para una superficie tomada en cuenta de 87.800 km², alrededor del 98% del total de la cuenca hidrográfica del río. La lámina de agua que se vierte en esta parte de la cuenca alcanza la cifra de 279 mm por año, que puede ser considerada como bastante elevada.
El caudal medio mensual observado en marzo (mínimo de estiaje) es de 77,5 m³/s, un 3% del mes de junio, que es de 2.653 m³/s, lo que ilustra una amplitud muy elevada de las variaciones estacionales. Durante el período de observación, el caudal mensual mínimo se dio en marzo de 1977 y fue de 45,1 m³/s, mientras que el caudal máximo se elevó a 5.080 y se dio en junio de 1999. Un caudal inferior a 50 m³ es relativamente excepcional.
Caudales medios mensuales del Sosva Septentrional (en m³/segundo) medidos en la estación hidrométrica de Igrim
(Datos calculados durante 42 años, 1958-99)